# Marybel Villegas Canché
Freyda Marybel Villegas Canché (Ciudad de México; 28 de septiembre de 1975) es una política mexicana. Desde 2018 es senadora del Congreso de la Unión en la LXIV y LXV legislatura en representación del estado de Quintana Roo. Fue diputada local al Congreso de Quintana Roo en la XI Legislatura de 2005 a 2008 y en la XIV Legislatura de 2013 a 2015.

## Primeros años
Freyda Marybel Villegas Canché nació el 28 de septiembre de 1975 en el estado de Quintana Roo, México. Estudió la licenciatura en derecho en la Universidad Autónoma de Yucatán. En 1999 fue auxiliar del Ministerio público, de 2002 a 2004 fue delegada de la subprocuraduría de la defensa del menor y la familia en el municipio de Benito Juárez, Quintana Roo y en 2004 fue directora general del DIF en el mismo municipio.

## Trayectoria política
De 2005 a 2008 fue diputada local por el Partido de la Revolución Democrática (PRD) en la XI legislatura del Congreso del Estado de Quintana Roo en representación del distrito 12, con sede en Cancún. En 2007 fue aspirante a la candidatura del PRD a la alcaldía de Cancún. En 2008 se afilió al Partido Acción Nacional (PAN). En 2009 fue candidata del PAN a diputada federal por el distrito 3 de Quintana Roo, sin embargo, el tribunal electoral anuló su candidatura por haber realizado actos de promoción política antes del inicio del periodo de campañas electorales. De 2009 a 2010 fue delegada federal de la Secretaría del Trabajo y Previsión Social en Quintana Roo. En 2012 volvió a ser candidata del PAN a diputada federal por el distrito 3 de Quintana Roo.
En marzo de 2013 anunció su renuncia al PAN tras perder la candidatura de ese partido a la alcaldía de Cancún y anunció su afiliación al Partido Revolucionario Institucional (PRI) para aspirar al mismo cargo. De 2013 a 2015 fue diputada local por el PRI en la XIV legislatura del Congreso del Estado de Quintana Roo por el distrito 15, con sede en Kantunilkín. De 2016 a 2017 fue delegada de la Secretaría de Desarrollo Social en Quintana Roo.
En las elecciones federales de 2018 fue candidata al Senado de la República por el partido Movimiento Regeneración Nacional (Morena). Se presentó como candidata de primera fórmula por el estado de Quintana Roo y también como candidata plurinominal por la lista nacional de Morena. Resultó elegida por el primer mecanismo. Del 1 de septiembre de 2018 al 2 de marzo de 2022 fue senadora del Congreso de la Unión en la LXIV y LXV Legislatura. Dentro del congreso fue secretaria de la comisión de recursos hídricos.
En las elecciones estatales de Quintana Roo de 2022 fue electa como diputada plurinominal del Congreso del Estado de Quintana Roo. El 3 de septiembre de 2022 asumió el cargo en la XVII Legislatura.

## Críticas
Marybel Villegas ha sido cuestionada por haber militado en los cuatro partidos políticos principales de México a pesar de las diferencias ideológicas que existen entre ellos. De 2005 a 2008 estuvo en el Partido de la Revolución Democrática (PRD) de ideología de izquierda, de 2008 a 2013 en el Partido Acción Nacional (PAN) de ideología de derecha, de 2013 a 2017 en el Partido Revolucionario Institucional (PRI) de ideología de centro y desde 2017 en el partido Movimiento Regeneración Nacional (Morena) de ideología de izquierda. Debido a estos cambios constantes de partido ha sido considerada como «una persona que carece de una ideología política y se mueve por intereses personales». Su candidatura al senado por parte de Morena en 2018 fue cuestionada por los simpatizantes del partido por «su falta de compromiso político y sus constantes saltos entre fuerzas políticas tan distintas».
El 3 de septiembre de 2019, durante la ceremonia de apertura de la XVI legislatura del Congreso del Estado de Quintana Roo, Marybel Villegas se presentó en el recinto legislativo y exigió que se le permitiera la entrada a pesar de no estar invitada al evento de acceso restringido. Ante las críticas a su conducta, ese día en su cuenta de Twitter publicó un mensaje diciendo: «Acompañada de los ciudadanos, entramos a la Casa del Pueblo para acompañar a nuestros compañeros diputados a su toma de protesta. ¡Nunca más se cerrarán las puertas del Congreso a los quintanarroenses!». La presidente nacional de Morena, Yeidckol Polevnsky, comentó al respecto: «La irrupción que se hizo en una forma absolutamente fuera de toda regla, toda formalidad y toda legalidad, definitivamente no es encabezada por Morena, no es aceptada por Morena, no representa nuestros principios, nuestros ideales y nuestra forma de trabajar». En respuesta, Marybel Villegas anunció por Twitter que presentará una denuncia ante la Comisión Nacional de Honestidad y Justicia de Morena en contra de la presidente del partido por «los ataques públicos en mi contra».